# Linia 12 de tramvai din București
Tramvaiul 12 din București a fost o linie de tramvai a STB care începea din CFR Progresul, situat în cartierul bucureștean cu același nume, și se termina la stația Gara Basarab. Aceasta urma traseul Șoseaua Giurgiului - Soseaua Viilor - Șoseaua Progresului - Bulevardul Timișoara - Bulevardul Paul Teodorescu - Bulevardul Doina Cornea - Șoseaua Orhideelor.
Linia 12 a fost reînființată temporar în data de 26 iulie 2023, pentru a înlocui linia 25, ce a fost suspendată temporar până în Decembrie 2023 în vederea efectuării unor lucrări la rețeaua de termoficare de pe Bulevardul Timișoara.

## Traseu și stații

### Schema traseului
|  |   |   |   | Nume Stație                                         | Artera                                              | Corespondențe    |
|  | - | - | - | --------------------------------------------------- | --------------------------------------------------- | ---------------- |
|  | ↓ | O | ↑ | Gara Basarab                                        | Șoseaua Orhideelor                                  | 44               |
|  |   | o |   | Calea Giulești                                      | Șoseaua Orhideelor                                  | 44               |
|  |   | o |   | Calea Plevnei                                       | Șoseaua Orhideelor                                  | 11               |
|  |   | o |   | Pod Grozăvești                                      | Bulevardul Doina Cornea                             | 1↓, 10↑, 11      |
|  |   | o |   | Bulevardul Iuliu Maniu                              | Bulevardul Doina Cornea                             | 1↓, 10↑, 11      |
|  |   | o |   | Bulevardul Timișoara↓ / Bulevardul Paul Teodorescu↑ | Bulevardul Paul Teodorescu↓ / Bulevardul Timișoara↑ | 1, 10↑, 11       |
|  |   | o |   | Piața Danny Huwe                                    | Șoseaua Progresului                                 | 1↓, 10↑, 11      |
|  |   | o |   | Cartier Panduri                                     | Șoseaua Progresului                                 | 1↓, 10↑, 11      |
|  |   | o |   | Calea 13 Septembrie                                 | Șoseaua Progresului                                 | 1↓, 10↑, 11      |
|  |   | o |   | INOX                                                | Șoseaua Progresului                                 | 1↓, 10↑, 11, 47  |
|  |   | o |   | Calea Rahovei                                       | Șoseaua Progresului                                 | 1↓, 10↑, 47      |
|  |   | o |   | Spatarul Preda                                      | Șoseaua Progresului                                 | 1↓, 10↑, 47      |
|  |   | o |   | Șoseaua Viilor↓ / Dr. Constantin Istrati↑           | Șoseaua Progresului↓ / Șoseaua Viilor↑              | 1↓, 7↑, 10↑, 47↓ |
|  |   | o |   | Ștefan Hepites                                      | Șoseaua Viilor                                      | 1↓, 7, 10↑       |
|  |   | o |   | Piața Eroii Revoluției                              | Șoseaua Viilor                                      | 1↓, 7, 10↑       |
|  |   | o |   | Șura Mare                                           | Șoseaua Giurgiului                                  | 1↑, 7, 10↑, 19   |
|  |   | o |   | Muzeul Bacovia                                      | Șoseaua Giurgiului                                  | 7, 19            |
|  |   | o |   | Piața Progresul                                     | Șoseaua Giurgiului                                  | 7, 19            |
|  |   | o |   | Toporași                                            | Șoseaua Giurgiului                                  | 7, 19            |
|  |   | o |   | Drumul Găzarului                                    | Șoseaua Giurgiului                                  | 7, 19            |
|  |   | o |   | Cimitirul Evreiesc                                  | Șoseaua Giurgiului                                  | 7, 19            |
|  |   | o |   | Luică                                               | Șoseaua Giurgiului                                  | 7, 19↓           |
|  |   | o |   | Anghel Nuțu                                         | Șoseaua Giurgiului                                  | 7                |
|  |   | o |   | Căpitan Răducanu Cristea                            | Șoseaua Giurgiului                                  | 7                |
|  | ↓ | O | ↑ | CFR Progresul                                       | Șoseaua Giurgiului                                  | 7                |